# 협의 지위
협의 지위(協議地位, Consultative Status)는 유엔 경제사회이사회(ECOSOC)에 NGO가 유엔에 공식적으로 등록되어 얻은 지위를 말한다. 협의 지위를 얻은 NGO는 ECOSOC 및 산하단체의 각종 회의에서 자신의 관심 분야에 대해 홍보할 수 있는 기회를 얻는다.
대한민국은 2007년 현재 20여개 단체가 UN ECOSOC에 등록되어 있다.

## 협의 지위의 종류
NGO 협의 지위에는 포괄(General), 특별(Special), 등록(Roster)의 3가지가 있다.
특별 협의 지위는 ECOSOC에 의제를 제안할 수는 없지만 제한적으로 발언할 수는 있으며, 산하 기구회의에서는 제한없이 발언할 수 있다.
로스터 자격은 전문 분야를 다루고 있고 이미 유엔 기구, 또는 세계식량농업기구(FAO), 세계보건기구(WHO) 등 전문국제기구들과 관계를 유지해 온 시민단체들에게 부여된다.
일반 협의 지위를 부여받은 시민단체들은 유엔이 개최 또는 주관하는 국제회의나 국제회의 준비 과정 등에 참석하여 의견을 제시할 수 있는 자격을 갖는다.

## 대한민국의 등록된 NGO
- 포괄적 협의 지위(General consultative status)
  - 세이브더칠드런(Save the Children, 1919) - 1953년 한국 활동 시작. 2004년 한국어린이보호재단과 합병, 세이브더칠드런코리아 법인명 변경
  - 유엔협회세계연맹 (World Federation of United Nations Associations) - 1946년 엘리노어 루즈벨트 주도로 유엔과 각국 시민사회 연결을 목표로 설립된 국제비정부기구. 2015년 서울 사무국을 설립해서 외교부를 주무부처로 활동하고 있음.
  - 굿네이버스(Good Neighbours International, 1996) - 구. 한국이웃사랑회, 국내 최초로 획득
  - WFWP(Women's Federation for World Peace, 세계평화여성연합, 1997)
  - 천주평화연합(Universal Peace Federation, 2018)
- 특별 협의 지위(Special consultative status)
  - 지구촌나눔운동(Global Civic Sharing,1998)
  - 열매나눔재단 (Merry Year Foundation, 2007)
  - 밝은사회국제클럽한국본부(Global Cooperation Society, GCS, 1997)
  - 아태여성정보통신원(Korean National Council of Women, 1998)
  - 환경운동연합(Korean Federation for Environmental Movement, 1998)
  - 경실련(Citizens' Coalition for Economic Justice, 1999)
  - 한국여성정치문화연구소(Korean Institute for Women and Politics, 1999)
  - 민주사회를 위한 변호사모임(MINBYUN - Lawyers for a Democratic Society, 2001)
  - 한국여성단체연합(Korea Women's Associations United, KWAU, 2001)
  - 한국국제봉사기구(Korea International Volunteer Organization, KVO, 2002년)
  - 한국자유총연맹(Korea Freedom League, 2002년)
  - 원불교여성회(Won-Buddhism Women's Association, 2004)
  - 참여연대(People's Solidarity for Participatory Democracy, 2004)
  - 환경정의(Citizens' Movement for Environmental Justice, 2004)
  - 전국지속가능발전협의회(Korean Council for Local Agenda 21, 2005)
  - 주거복지연대(Citizens for Decent Housing, 2005)
  - 한민족복지재단(Korean Foundation for World Aid, 2005)
  - 굿피플(Good People World Family - GPWF, 2007)
  - 국경없는 교육가회(Educators Without Borders, 2007)
  - 우리민족서로돕기운동(Korean Sharing Movement, 2007)
  - 한국JTS(Join Together Society Korea, 2007)
  - 청소년폭력예방재단(The Foundation for Prevention Youth Violence, 2009)
  - 흥사단(Young Korean Acdemy, 2014)
  - 로터스월드(Lotusworld, 2014)
  - 휴먼인러브(Human In Love, 2015)
  - 태화복지재단(TaiWha Methodist Social Welfare Foundation, 2016)
  - 사단법인 뷰티플마인드 (Beautifulmind Charity, 2016)
  - 지파운데이션 (G Foundation, 2016)
  - 한국국제기아대책기구(Korea Food for the Hungry International, 2017)
  - 온해피 보관됨 2021-05-09 - 웨이백 머신(Onhappy, 2017)
  - 사단법인 함께하는사랑밭 보관됨 2021-01-15 - 웨이백 머신(Share Sarangbat, 2018)
  - 사단법인 아시아사이언스파크협회(Asian Science Park Association), 2016

- 등록 협의 지위(Roster consultative status)
  - 새마을운동중앙회(National Council of the Saemaul-Undong Movement, 2002)
  - 소비자시민모임(Citizens' Alliance for Consumer Protection of Korea, 2004)
  - 인구보건복지협회(Planned Parenthood Federation of Korea, 2004)